# Roberto Antonio Dávila Uzcátegui
Roberto Antonio Dávila Uzcátegui (* 6. November 1929 in Santiago de los Caballeros de Mérida, Venezuela; † 25. Oktober 2021 in Caracas) war ein venezolanischer Geistlicher und römisch-katholischer Weihbischof in Caracas.

## Leben
Roberto Antonio Dávila Uzcátegui empfing nach seiner theologischen Ausbildung am 31. Oktober 1954 die Priesterweihe.
Papst Paul VI. ernannte ihn am 23. Juni 1972 zum Prälat von San Fernando de Apure und Titularbischof von Aurusuliana. Der Apostolische Nuntius in Venezuela, Erzbischof Antonio del Giudice, spendete ihm am 10. September desselben Jahres die Bischofsweihe; Mitkonsekratoren waren Angel Pérez Cisneros, Erzbischof von Mérida, und Domingo Roa Pérez, Erzbischof von Maracaibo.
Mit der Erhebung der Territorialprälatur zum Bistum am 12. November 1974 wurde er erster Bischof von San Fernando de Apure. Papst Johannes Paul II. ernannte ihn am 23. Juni 1992 zum Weihbischof in Caracas und Titularbischof von Arindela. Am 12. Dezember 2005 nahm Papst Benedikt XVI. seinen altersbedingten Rücktritt an.